# NGC 2488
NGC 2488 ist eine linsenförmige Galaxie vom Hubble-Typ E-S0 im Sternbild Luchs am Nordsternhimmel. Sie ist schätzungsweise 382 Millionen Lichtjahre von der Milchstraße entfernt.
Das Objekt wurde am 18. März 1790 von Wilhelm Herschel entdeckt.